# Archosargus
Genre
Archosargus (les rondeaux) est un genre de poissons marins de la famille des Sparidae.

## Liste des espèces
Selon FishBase (consulté le 29 janvier 2016) et World Register of Marine Species (consulté le 29 janv. 2016) :
- Archosargus pourtalesii (Steindachner, 1881).
- Archosargus probatocephalus (Walbaum, 1792) - Spare tête-de-mouton, Rondeau mouton
- Archosargus rhomboidalis (Linnaeus, 1758) - Rondeau brême

Selon ITIS (consulté le 29 janvier 2016) :
- Archosargus aries (Valenciennes in Cuvier & Valenciennes, 1830). synonyme de Archosargus probatocephalus selon FishBase et WoRMS
- Archosargus pourtalesii (Steindachner, 1881).
- Archosargus probatocephalus (Walbaum, 1792)
- Archosargus rhomboidalis (Linnaeus, 1758)